# Take-Two Interactive
Take-Two Interactive Software, Inc. là một công ty holding trong lĩnh vực trò chơi điện tử của Mỹ có trụ sở tại thành phố New York và do Ryan Brant thành lập vào tháng 9 năm 1993.
Công ty sở hữu hai nhãn xuất bản lớn là Rockstar Games và 2K, vận hành các xưởng phát triển trò chơi nội bộ. Gần đây, Take-Two đã tạo ra nhãn hiệu Private Division để hỗ trợ xuất bản từ các nhà phát triển độc lập và gần đây đã công bố một xưởng nội bộ mới cho hãng có tên là Intercept Games. Công ty đã mua lại các nhà phát triển Socialpoint, Playdots và Nordeus để tự tạo dựng chỗ đứng trên thị trường trò chơi di động. Công ty cũng sở hữu 50% tổ chức esports chuyên nghiệp NBA 2K League. Danh mục đầu tư kết hợp của Take-Two bao gồm các nhượng quyền thương mại như BioShock ,   Borderlands, Grand Theft Auto, NBA 2K và Red Dead trong số những loạt khác.
Tính đến tháng 3 năm 2018, đây là công ty trò chơi đại chúng lớn thứ ba ở châu Mỹ và châu Âu sau Activision Blizzard và Electronic Arts, với mức vốn hóa thị trường ước tính 13 tỷ USD.

## Lịch sử

### 1993-2000: Hình thành và tăng trưởng ban đầu
Take-Two Interactive do Ryan Ashley Brant, con trai của Peter Brant, đồng sở hữu tạp chí Interview. Brant từng làm việc cho cha mình về các vấn đề kinh doanh cho Interview, ông muốn đi con đường riêng, và quyết định thành lập một công ty xuất bản trò chơi video. Brant nói "Tôi muốn tham gia vào một doanh nghiệp nơi tôi có thể huy động vốn khi còn trẻ. Trong công nghệ, mọi người mong đợi bạn là một người trẻ hơn." Khoản tài trợ 1,5 triệu đô la Mỹ ban đầu được huy động từ các nhà đầu tư gia đình và tư nhân để ra mắt công ty. Take-Two thành lập tại Delaware vào ngày 30 tháng 9 năm 1993, với Brant (lúc đó 21 tuổi) là giám đốc điều hành (Giám đốc điều hành). Công việc kinh doanh được thành lập với sự hỗ trợ của John Antinori và Mark Seremet. Seremet sold his stake in the company in 1998. Ngay từ sớm, Take-Two đã có một địa điểm ở Latrobe, Pennsylvania. Đến tháng 6 năm 1994, công ty đã mua lại và tiếp nhận InterOptica, một nhà xuất bản phần mềm thuộc sở hữu của Wan Chai và đứng đầu là Catherine Winchester (sau này là Heald); người sau trở thành chủ tịch đầu tiên của Take-Two. Cuối tháng đó, Take-Two đã ký một thỏa thuận với GameTek để nhà phát hành này phân phối năm trò chơi của Take-Two trên toàn thế giới.
Bắt đầu với Star Crusader vào năm 1993, Take-Two đã tìm thấy thành công lớn đầu tiên của mình trong các trò chơi bao gồm video chuyển động đầy đủ với các diễn viên nổi tiếng thực hiện các phần, sau thành công mà Mechadeus có được qua The Daedalus Encounter với sự tham gia của Tia Carrere. Take-Two đã thuê Dennis Hopper, trong số những người khác, đóng vai chính trong Hell: A Cyberpunk Thriller (1994), bán ra hơn 300.000 bản trong năm sau và tạo ra lợi nhuận cho công ty. Tiếp theo là Ripper (1996), trong đó 625,000 đô la Mỹ của ngân sách 2,5 triệu USD đã được sử dụng để thuê các diễn viên như Christopher Walken, Karen Allen và Burgess Meredith. Thành công của cả hai trò chơi này, cũng như các tựa trước đó, đã dẫn đến một thỏa thuận xuất bản giữa Take-Two và Acclaim Entertainment để xuất bản các tựa game của Take-Two, cũng như có quyền phân phối ở nước ngoài. Take-Two cũng bảo đảm giấy phép với Sony Computer Entertainment để xuất bản trên dòng máy chơi game PlayStation.
Tháng 2 năm 1995, GameTek mua lại cổ phần của Take-Two, điều chỉnh xưởng bằng chính Alternative Reality Technologies của mình. Đến tháng 7 năm 1995, Take-Two đã thành lập trụ sở chính tại khu vực Silicon Alley của Thành phố New York. Take-Two mở rộng địa điểm tại Latrobe và vào tháng 9 năm 1996, tiếp quản tầng hai của tòa nhà văn phòng, nơi này đang được Chi hội Chestnut Ridge của Hội Chữ thập đỏ Hoa Kỳ thuê.

### 2001–2006: Tiếp tục mua lại và điều tra quy định

Logo của Take-Two từ năm 1999 đến 2004

Tháng 2 năm 2001, Brant từ chức Giám đốc điều hành của Take-Two để giữ chức vụ chủ tịch, thay thế vai trò cũ của Sumner. Vào khoảng thời gian này, công ty có 658 nhân viên. Với Rockstar, Take-Two đầu tư vào sự phát triển của các phần tiếp theo của Grand Theft Auto, gồm Grand Theft Auto 2 (1999), và Grand Theft Auto III (2001) cùng với các phần tiếp theo, Grand Theft Auto: Vice City (2002) và Grand Theft Auto: San Andreas (2004). Đến năm 2003, Take-Two đã đạt doanh thu vượt 1 tỷ đô la Mỹ. Năm 2004, Take-Two đã trả 22,3 triệu đô la Mỹ cho Infogrames để có bản quyền của loạt Civilization. Công ty cũng đã lên kế hoạch mua lại Vivendi Universal Games với giá 1 tỷ đô la Mỹ.
Vấn đề rắc rối hơn nữa của Take-Two trong giai đoạn này là những lời chỉ trích và các hành động pháp lý đối với bản mod Hot Coffee, một bản sửa đổi do người dùng thực hiện đối với Grand Theft Auto: San Andreas đã mở khóa một cảnh đồ họa gợi dục ẩn được tích hợp vào trò chơi, với các chính trị gia có liên quan và người tiêu dùng cho biết cảnh này đã tin tưởng vào xếp hạng nội dung ESRB của trò chơi. Các hành động chống lại Take-Two bao gồm một cuộc điều tra của Ủy ban Thương mại Liên bang về quảng cáo lừa đảo, mà Take-Two và Rockstar đã giải quyết vào năm 2006 về tiền phạt cho bất kỳ vi phạm nào trong tương lai về xếp hạng nội dung. Take-Two đã hoàn tất vụ dàn xếp trị giá 20,1 triệu đô la Mỹ liên quan đến các vụ kiện tập thể được đệ trình vào năm 2005 về bản mod Hot Coffee, cũng như vụ kiện tập thể do các cổ đông đưa ra về các lựa chọn gian lận lùi ngày, vào tháng 9 năm 2009.

### 2007-2008: Tiếp quản cổ đông và cố gắng mua lại
Một vụ hỏa hoạn đã làm hư hại một phần tòa nhà trụ sở Take-Two ở New York vào năm 2006. Đầu tháng 1 năm 2007, Take-Two đã chuyển trụ sở của 2K đến Novato, California với diện tích 65.000 feet vuông tại Hamilton Landing, một công viên văn phòng có thay thế các cấu trúc nhà chứa máy bay cũ từ Hamilton Army Airfield. Cuối năm đó vào tháng 9, Take-Two đã thiết lập quan hệ đối tác với Nickelodeon và ra mắt một nhãn mới, 2K Play, được thiết kế để xuất bản các tựa game thân thiện với gia đình cùng với các nhãn phụ 2K Games và 2K Sports, tiếp nhận các nhiệm vụ xuất bản còn lại của nhãn Global Star. Tháng 12 năm 2007, Take-Two thành lập 2K Marin (đặt theo tên của Marin County, nơi có Novato) và mở rộng sự hiện diện tại Hamilton Landing.

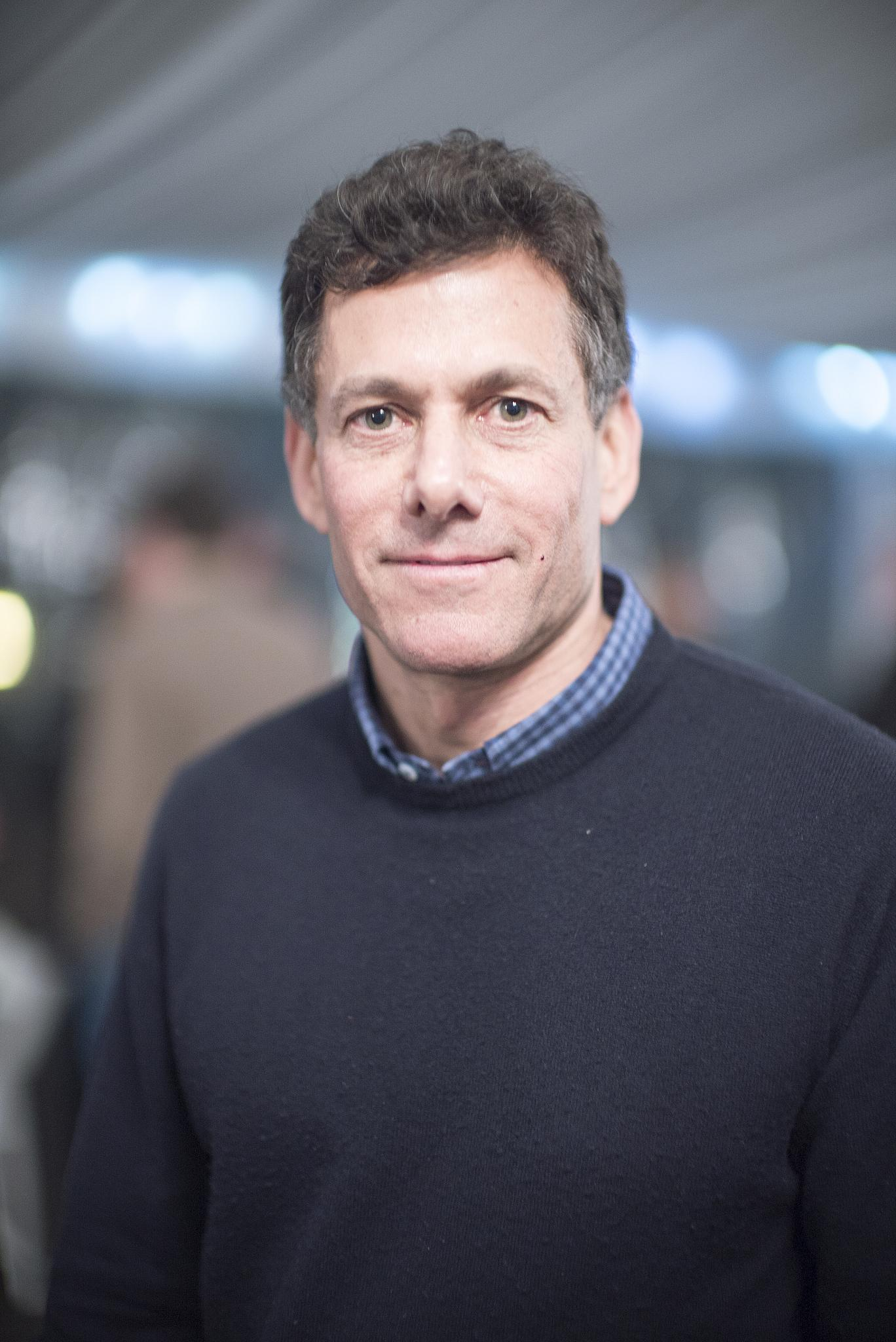
Zelnick năm 2015

### 2008–2018: Tiếp tục tăng trưởng
Tháng 9 năm 2008, Take-Two đã thiết lập một thỏa thuận gia công với Ditan Distribution LLC, vào thời điểm đó thuộc sở hữu của Cinram, một nhà sản xuất phương tiện quang học của Canada. Thông qua thỏa thuận, Take-Two đã giảm tải tất cả các nhiệm vụ phân phối từ Jack of All Games cho Ditan, đồng thời thiết lập phương tiện để Jack of All Games cấp phép và phân phối các tựa game của bên thứ ba. Sau đó, vào tháng 12 năm 2009, Take-Two bán Jack of All Games cho Synnex với giá khoảng 43 triệu đô la Mỹ, rời bỏ thị trường phân phối và chỉ tập trung vào phát triển và xuất bản.

### 2019 – nay: Mở rộng xưởng
Tháng 2 năm 2019, Take-Two thành lập một xưởng còn chưa được đặt tên, dưới thương hiệu 2K, ở khu vực Thung lũng Silicon của Khu vực Vịnh San Francisco. Xưởng do Michael Condrey, trước đây của Sledgehammer Games và Visceral Games, và đang thực hiện một dự án không thông báo. Một năm sau, có thông báo rằng xưởng sẽ chính thức được đặt tên là 31st Union, rằng hãng đang mở xưởng thứ hai ở Tây Ban Nha và đang tập trung vào "một IP mới đầy tham vọng và cảm hứng".
Take-Two Interactive đã công bố ý định mua lại nhà phát triển di động Zynga vào tháng 1 năm 2022, trong một thỏa thuận tiền và cổ phiếu trị giá 12,7 tỷ đô la, trong đó Take-Two sẽ mua lại tất cả cổ phiếu đang lưu hành của Zynga với giá 9,86 đô la mỗi người. Thỏa thuận dự kiến sẽ kết thúc vào tháng 6. Take-Two nói rằng việc mua lại sẽ giúp tăng cường sự hiện diện của họ trong thị trường trò chơi di động, nói rằng "Chúng tôi nhận thấy tiềm năng to lớn nhưng chưa được khai thác trong việc đưa các thuộc tính PC và console nổi tiếng của Take-Two lên thiết bị di động, một sáng kiến ưu tiên được thúc đẩy bởi việc bổ sung nhóm phát triển, phát hành và hoạt động trực tiếp hàng đầu của Zynga."

## Cơ cấu công ty
Take-Two đã tự thoái vốn khỏi các hoạt động sản xuất và phân phối cũ để chuyển sang phát hành kỹ thuật số và bán lẻ của bên thứ ba. Kể từ năm 2016, khoảng một nửa doanh thu của công ty là từ phân phối kỹ thuật số, từ việc bán trò chơi kỹ thuật số thông qua máy tính cá nhân hoặc máy console hoặc thông qua kiếm tiền từ game trên máy tính, console và các tựa game di động

### Nhà phát hành
| Tên              | Vị trí                 | Thành lập hoặc mua lại | Tham khảo |
| ---------------- | ---------------------- | ---------------------- | --------- |
| 2K               | Novato, California, Mỹ | tháng 1 năm 2005       | [ 37 ]    |
| Dynamixyz        | Cesson-Sévigné, Pháp   | tháng 7 năm 2021       | [ 38 ]    |
| Private Division | Thành phố New York, Mỹ | tháng 12 năm 2017      | [ 39 ]    |
| Rockstar Games   | Thành phố New York, Mỹ | tháng 12 năm 1998      | [ 40 ]    |
| T2 Mobile Games  | Thành phố New York, Mỹ | tháng 6 năm 2021       | [ 41 ]    |

#### Đã đóng cửa
| Tên                        | Vị trí                           | Thành lập hoặc mua lại | Đóng cửa hoặc thoái vốn | Tham khảo     |
| -------------------------- | -------------------------------- | ---------------------- | ----------------------- | ------------- |
| Double Take Comics         | Thành phố New York, Mỹ           | tháng 10 năm 2014      | tháng 11 năm 2016       | [ 42 ] [ 43 ] |
| DVDWave.com                | Berkeley, California, Mỹ         | tháng 3 năm 1999       | tháng 12 năm 1999       | [ 44 ] [ 45 ] |
| Gathering of Developers    | Thành phố New York, Mỹ           | tháng 5 năm 2000       | tháng 12 năm 2004       | [ 46 ] [ 47 ] |
| Global Star Software       | Thành phố New York, Mỹ           | tháng 8 năm 1999       | tháng 9 năm 2007        |               |
| Gotham Games               | Thành phố New York, Mỹ           | tháng 7 năm 2002       | tháng 12 năm 2003       | [ 48 ] [ 49 ] |
| Jack of All Games          | West Chester, Ohio, Mỹ           | tháng 8 năm 1998       | tháng 2 năm 2010        | [ 50 ] [ 51 ] |
| Joytech                    | London, Anh                      | tháng 2 năm 1999       | tháng 9 năm 2007        | [ 52 ] [ 53 ] |
| On Deck Interactive        | Dallas, Texas, Mỹ                | tháng 5 năm 2000       | tháng 3 năm 2001        | [ 54 ] [ 55 ] |
| Pixel Broadband Studios    | Tel Aviv, Israel                 | tháng 3 năm 2000       | tháng 10 năm 2000       | [ 56 ] [ 57 ] |
| Take-Two Licensing         | Westlake Village, California, Mỹ | tháng 12 năm 2003      | tháng 1 năm 2005        | [ 58 ]        |
| TalonSoft                  | Baltimore, Mỹ                    | tháng 12 năm 1998      | 2002                    | [ 59 ] [ 60 ] |
| Techcorp                   | Hong Kong, Trung Quốc            | tháng 7 năm 2001       | tháng 9 năm 2007        | [ 61 ] [ 62 ] |
| Telstar Electronic Studios | Walton-on-Thames, Anh            | tháng 4 năm 1999       | tháng 4 năm 1999        | [ 63 ] [ 64 ] |

### Nhà phát triển
| Công ty mẹ        | Tên                  | Vị trí                         | Thành lập hoặc mua lại | Tham khảo            |
| ----------------- | -------------------- | ------------------------------ | ---------------------- | -------------------- |
| 2K                | 2K Chengdu           | Chengdu, Trung Quốc            | Tháng 6 năm 2011       | [ 65 ]               |
| 2K                | 2K Madrid            | Madrid, Tây Ban Nha            | Tháng 7 năm 2020       | [ 66 ]               |
| 2K                | 2K Vegas             | Las Vegas, Nevada, Mỹ          | 2006                   | [ 67 ]               |
| 2K                | 31st Union           | Foster City, California, Mỹ    | Tháng 2 năm 2019       | [ 68 ] [ 69 ] [ 70 ] |
| 2K                | Cat Daddy Games      | Kirkland, Washington, Mỹ       | 2003                   | [ 71 ]               |
| 2K                | Cloud Chamber        | Novato, California, Mỹ         | Tháng 12 năm 2019      | [ 72 ]               |
| 2K                | Firaxis Games        | Sparks, Maryland, Mỹ           | Tháng 11 năm 2005      | [ 73 ]               |
| 2K                | Hangar 13            | Novato, California, Mỹ         | Tháng 12 năm 2014      | [ 74 ]               |
| 2K                | HB Studios           | Lunenburg, Nova Scotia, Canada | Tháng 3 năm 2021       | [ 75 ] [ 76 ]        |
| 2K                | Visual Concepts      | Novato, California, Mỹ         | Tháng 1 năm 2005       | [ 77 ]               |
| Ghost Story Games | Ghost Story Games    | Westwood, Massachusetts, Mỹ    | Tháng 2 năm 2017       | [ 78 ]               |
| Private Division  | Intercept Games      | Seattle, Washington, Mỹ        | Tháng 2 năm 2020       | [ 79 ] [ 80 ]        |
| Private Division  | Roll7                | London, Anh                    | Tháng 11 năm 2021      | [ 81 ] [ 82 ]        |
| Rockstar Games    | Rockstar Dundee      | Dundee, Scotland               | Tháng 10 năm 2020      | [ 83 ]               |
| Rockstar Games    | Rockstar India       | Bangalore, Ấn Độ               | Tháng 8 năm 2016       | [ 84 ] [ 85 ]        |
| Rockstar Games    | Rockstar Leeds       | Leeds, Anh                     | Tháng 3 năm 2004       | [ 86 ]               |
| Rockstar Games    | Rockstar Lincoln     | Lincoln, Anh                   | Tháng 6 năm 1998       | [ 87 ]               |
| Rockstar Games    | Rockstar London      | London, Anh                    | Tháng 11 năm 2005      | [ 88 ]               |
| Rockstar Games    | Rockstar New England | Ballardvale, Massachusetts, Mỹ | Tháng 4 năm 2008       | [ 89 ]               |
| Rockstar Games    | Rockstar North       | Edinburgh, Scotland            | Tháng 9 năm 1999       | [ 90 ]               |
| Rockstar Games    | Rockstar San Diego   | Carlsbad, California, Mỹ       | Tháng 11 năm 2002      | [ 91 ]               |
| Rockstar Games    | Rockstar Toronto     | Oakville, Ontario, Canada      | Tháng 7 năm 1997       | [ 92 ]               |
| T2 Mobile Games   | Nordeus              | Belgrade, Serbia               | Tháng 6 năm 2021       | [ 93 ] [ 94 ]        |
| T2 Mobile Games   | Playdots             | Thành phố New York, Mỹ         | Tháng 9 năm 2020       | [ 95 ] [ 96 ]        |
| T2 Mobile Games   | Socialpoint          | Barcelona, Tây Ban Nha         | Tháng 1 năm 2017       | [ 97 ]               |

#### Đã đóng cửa
| Công ty mẹ           | Tên                    | Vị trí                    | Thành lập hoặc mua lại | Đóng cửa hoặc thoái vốn | Tham khảo         |
| -------------------- | ---------------------- | ------------------------- | ---------------------- | ----------------------- | ----------------- |
| 2K                   | 2K Australia           | Canberra, Australia       | Tháng 1 năm 2006       | Tháng 4 năm 2015        | [ 98 ] [ 99 ]     |
| 2K                   | 2K Trung Quốc          | Shanghai, Trung Quốc      | Tháng 5 năm 2006       | Tháng 11 năm 2015       | [ 65 ] [ 100 ]    |
| 2K                   | 2K Czech               | Brno, Cộng Hòa Séc        | Tháng 1 năm 2008       | 2017                    | [ 101 ] [ 102 ]   |
| 2K                   | 2K Marin               | Novato, California, Mỹ    | 2007                   | Tháng 10 năm 2013       | [ 105 ]           |
| 2K                   | Frog City Software     | San Francisco, Mỹ         | 2003                   | 2006                    | [ 106 ]           |
| 2K                   | Irrational Games       | Quincy, Massachusetts, Mỹ | Tháng 1 năm 2006       | Tháng 2 năm 2017        | [ 98 ] [ 107 ]    |
| 2K                   | Magic Pockets          | Torcy, Pháp               | Tháng 6 năm 2005       | Tháng 1 năm 2007        | [ cần dẫn nguồn ] |
| 2K                   | PopTop Software        | Fenton, Missouri, Mỹ      | Tháng 7 năm 2000       | Tháng 3 năm 2006        | [ 108 ] [ 109 ]   |
| 2K                   | 2K Los Angeles         | Camarillo, California, Mỹ | Tháng 1 năm 2005       | 2008                    | [ 77 ] [ 110 ]    |
| 2K                   | Indie Built            | Salt Lake City, Mỹ        | Tháng 10 năm 2004      | Tháng 4 năm 2006        | [ 111 ] [ 112 ]   |
| 2K                   | PAM Development        | Paris, Pháp               | Tháng 6 năm 2005       | Tháng 6 năm 2007        | [ 110 ]           |
| 2K                   | Venom Games            | Newcastle upon Tyne, Anh  | Tháng 9 năm 2004       | Tháng 7 năm 2008        | [ 110 ]           |
| Rockstar Games       | Rockstar Vancouver     | Vancouver, Canada         | Tháng 8 năm 2002       | Tháng 7 năm 2012        | [ 92 ] [ 113 ]    |
| Rockstar Games       | Rockstar Vienna        | Vienna, Áo                | Tháng 1 năm 2001       | Tháng 5 năm 2006        | [ 114 ] [ 115 ]   |
| Take-Two Interactive | GearHead Entertainment | Latrobe, Pennsylvania, Mỹ | 1997                   | 1999                    | [ cần dẫn nguồn ] |
| Take-Two Interactive | Mission Studios        | Inverness, Illinois, Mỹ   | Tháng 9 năm 1996       | 2001                    | [ 116 ] [ 117 ]   |

### Các khoản nắm giữ khác
Take-Two chia đều quyền kiểm soát NBA 2K League, một giải đấu thể thao điện tử dựa trên loạt NBA 2K, cùng với National Basketball Association.
Công ty có lợi ích thiểu số không được tiết lộ trong Scopely. Trước đó, họ đã nắm giữ 19,9% lãi suất trong Bungie, sau đó nó đã chuyển giao cho Microsoft Game Studios khi mua lại vào tháng 6 năm 2000, đổi lại nhận được quyền sở hữu với Myth và Oni,IP và giấy phép sử dụng công cụ Halo  để sản xuất hai trò chơi mới. Take-Two cũng có 2,3% lãi suất trong Twitch, sau khi Amazon mua lại dịch vụ vào năm 2014, nhận 22 triệu đô la Mỹ từ đợt giảm giá.

## Tranh tụng
Take-Two đã sử dụng các khiếu nại nhãn hiệu pha loãng để ngăn các nhà phát hành và phát triển khác đăng ký các nhãn hiệu tương tựvới nhãn hiệu của chính Take-Two, chẳng hạn như chặn đăng ký nhãn hiệu liên quan đến "rockstar", "bully", "2K" và chữ cái viết hoa "R". Nhà phát hành đã đệ đơn tranh chấp chống lại Hazelight Studios để chặn nỗ lực đăng ký nhãn hiệuIt Takes Two, do tên của nó giống với Take-Two. Hazelight buộc phải từ bỏ đơn đăng ký nhãn hiệu, khiến việc quảng bá trò chơi trở nên khó khăn hơn.
Take-Two cũng đã tích cực ngăn chặn việc phát hành bản mod của Grand Theft Auto. Vì một số bản mod này đã sử dụng nội dung từ trò chơi gốc và đưa ra lý do hợp lệ cho Take-Two để bảo vệ bản quyền, các bản mod khác mà Take-Two được đưa vào tầm ngắm là những bản được tạo ra từ kỹ thuật đảo ngược hợp pháp của trò chơi, khiến Take-Two đưa ra nhiều tuyên bố gây tranh cãi. Take-Two đã làm rõ rằng họ thấy không có vấn đề gì với các bản mod dành cho các trò chơi đơn nếu chúng được tạo ra một cách hợp pháp, nhưng sẽ có hành động chống lại các loại mod khác.